# L'Agnese va a morire (film)
Pour plus de détails, voir Fiche technique et Distribution.
L'Agnese va a morire est un film italien réalisé par Giuliano Montaldo d'après le roman éponyme de Renata Viganò et sorti en 1976.

## Synopsis
Seconde Guerre mondiale. Agnese, lavandière originaire de Comacchio (province de Ferrare), est l'épouse d'un résistant. Or, son mari vient d'être arrêté et déporté en camp de concentration où il finit par y mourir. Par fidélité à son idéal, Agnese soutient alors le maquis résistant de plusieurs manières : nourriture, informations, transfert de munitions. Son action demeure discrète. Un jour cependant elle est contrainte de rejoindre les partisans. Par mesure de rétorsion, elle vient, en effet, d'assommer à coup de mitraillette un soldat allemand qui, par pur plaisir, s'est mis à fusiller son chat noir. Débute la légende de "Mamma Agnese".

## Fiche technique
- Titre original : L'Agnese va a morire (littéralement, Agnès va mourir)
- Réalisation : Giuliano Montaldo
- Scénario : Nicola Badalucco, G. Montaldo, d'après le roman éponyme de Renata Viganò
- Photographie : Giulio Albonico, couleur
- Montage : Franco Fraticelli
- Musique : Ennio Morricone
- Décors : Egidio Spugnini
- Costumes : Vittorio Guaita, Gitt Magrini
- Production : Palamo - Giorgio Agliani
- Pays d'origine :  Italie
- Genre : Drame, Film de guerre
- Durée : 135 minutes
- Date de sortie :
  - Italie : 29 septembre 1976

## Distribution
- Ingrid Thulin : Agnese
- Stefano Satta Flores : le commandant
- Michele Placido : Tom
- Aurore Clément : Rina
- Ninetto Davoli : le désespéré
- William Berger : Clinto
- Massimo Girotti : Palita, le mari d'Agnese
- Rosalino Cellamare : Zero
- Flavio Bucci : l'homme originaire des Pouilles